# Hiedra Venenosa
Hiedra Venenosa (en inglés: Poison Ivy) es un personaje ficticio que aparece en los cómics publicados por DC Comics, comúnmente en asociación con el superhéroe Batman. Creado por Robert Kanigher y Sheldon Moldoff, el personaje hizo su primera aparición en Batman # 181 (junio de 1966). Su nombre real es Pamela Lillian Isley.
Es una botánica de Gotham City que está obsesionada con las plantas, la extinción ecológica y el ecologismo. Ivy normalmente usa un traje verde de una sola pieza adornado con hojas y, a menudo, tiene vides de plantas que se extienden sobre sus extremidades. Ella usa toxinas vegetales y feromonas que controlan la mente para sus actividades delictivas, que generalmente están dirigidas a proteger especies en peligro de extinción y el entorno natural. Originalmente fue caracterizada como una supervillana, pero a partir del New 52 y DC Rebirth, periódicamente se la ha descrito como una antiheroína, a menudo haciendo cosas incorrectas por las razones correctas.
Hiedra Venenosa es una de los enemigos más duraderos de Batman, perteneciente al colectivo de adversarios que componen la galería de villanos de Batman. Ella ha aparecido en muchas adaptaciones de medios relacionados con Batman. Uma Thurman interpretó al personaje en Batman & Robin, y Clare Foley, Maggie Geha y Peyton List la interpretaron en Gotham y por Bridget Regan en la tercera temporada de la serie Arrowverso Batwoman. También ha sido expresada por Diane Pershing en el universo animado de DC, Piera Coppola en la serie animada The Batman, Tasia Valenza para la franquicia de videojuegos Batman: Arkham, y Riki Lindhome en The Lego Batman Movie. Sin embargo, a pesar de ser un personaje contemporáneo de la exitosa serie de televisión  Batman de la década de 1960, Hiedra Venenosa nunca apareció allí.

## Historia
La doctora Pamela Lillian Isley es una botánica de Seattle, con grandes conocimientos acerca de las plantas. Sin embargo, el científico Jason Woodrue (alias el Hombre Florónico) experimentó con ella, inyectándole toxinas en la sangre para hacerla inmune a cualquier tipo de venenos, virus y bacterias. Esto le dio otras habilidades convirtiéndola en Hiedra Venenosa. Las toxinas también la hicieron estéril y desde entonces ella trata a sus plantas como niños. 
Woodrue escapó de las autoridades, abandonando a Pamela en el hospital durante seis meses. Enfurecida por la traición, Pamela sufrió violentos y bruscos cambios de humor. Después de que su novio tuvo un accidente de coche, Pamela abandonó sus estudios de Derecho y dejó Seattle con destino a Gotham City. Allí cometió su primer delito: amenazó con liberar sus esporas mortales en el aire a menos que la ciudad aceptara sus demandas. Así se hizo conocida como Hiedra venenosa. Batman, que había aparecido en Gotham el mismo año, frustró sus planes encerrándola en el Manicomio Arkham.
Pamela es muy atractiva y puede seducir a personas con facilidad, ya que usa feromonas de plantas. Se especializa en híbridos y puede crear las toxinas más poderosas de toda Gotham City. Las toxinas de su cuerpo hacen que sus labios contengan un mortífero veneno, haciéndola muy peligrosa. En algunas ocasiones usa armas como dardos envenenados. Hiedra Venenosa obtuvo aún más características de planta tras una pelea con Catwoman (Catwoman vol. 1, N.º 57), donde uno de sus experimentos cayó sobre ella y le dio un tono verdoso a su piel. En algunos números puede controlar psíquicamente a las plantas.

### Intentando rehacer su vida
Unos años más tarde, ella trataría de dejar Gotham para siempre, instalándose en una isla desierta en Caribe, que transformó en un segundo Edén, siendo feliz por primera vez en su vida. Sin embargo la isla fue bombardeada por una corporación estadounidense que probó sus armas sobre lo que ellos pensaron que era una isla abandonada. Hiedra vuelve a Gotham en busca de venganza, castigando a los responsables. Después de que Batman la capturó nuevamente, comprendió que nunca podría dejar Gotham, al menos no antes de que el mundo fuese sano para las plantas. De aquí en adelante, ella se dedicó a la misión imposible de purificar Gotham ya que la consideró la ciudad más contaminada en Estados Unidos.

### Manicomio Arkham
Encerrada en el manicomio Arkham, desde una celda oscura, casi sin luz, Hiedra Venenosa se va marchitando poco a poco, pero solo el amor que siente por el reino vegetal y su lucha por ayudarlo la hacen seguir adelante. En Arkham Asylum: Living Hell, fue capaz de manipular plantas telepáticamente, usando raíces para formar apoyos a un túnel. Durante su estadía en Arkham es visitada por Orquídea Negra en busca de información, revelándose que ella estudió con el profesor Jason Woodrue y con Alec Holland, también conocido como la Cosa del Pantano.

### Contra la Liga de la Justicia
Hiedra Venenosa era un miembro de la Injustice Gang original, que luchó contra la Liga de la Justicia muchas veces. También se unió la Sociedad Secreta de Supervillanos para una misión contra la Liga de la Justicia. Años más tarde, fue obligada a ser un miembro del Escuadrón Suicida. Durante este tiempo usó sus capacidades para esclavizar al Conde Vértigo.
Durante la devastación que ocurrió a Gotham debido a un terremoto (ver Cataclismo y la saga Tierra de nadie), Hiedra se encontró a Harley Quinn del escuadron suicida, entre unos escombros después de ser engañada una vez más por el Joker. La llevó a su casa y la curó, administrándole un potente suero vegetal que potenciaba sus habilidades y al mismo tiempo la protegía de las toxinas venenosas que pudiese contraer estando allí. Entablaron amistad llegando a trabajar juntas en numerosas ocasiones. A diferencia de la mayor parte de equipos de villanos, su relación parece estar basada en la amistad y el amor que se profesan, incluso se ha dado a entender un enamoramiento de parte de Hiedra a Harley, a veces correspondido. Hiedra realmente quiere salvar a Harley de su relación abusiva con el Joker.

### Cataclismo y los niños huérfanos
Cuando Gotham fue asolada por un terremoto que casi la destruye por completo, los internos de Arkham fueron liberados debido al mal estado del edificio. Al ver la ciudad como Tierra de Nadie durante la evacuación, los criminales se adueñaron de una parte de para formar sus imperios criminales. Hiedra Venenosa se instaló en el Parque Robinson transformándolo en un paraíso vegetal con árboles frutales. Se dio cuenta de que allí se habían instalado bastantes niños que había quedado huérfanos a causa del terremoto y decidió cuidar de esos niños.
Cuando Cara de Barro quiso atacar el parque, Hiedra lo detuvo, para proteger a los niños. Llegó a un acuerdo con Batman de que la dejaría a ella y los niños en paz a cambio de suministrar de frutas y verduras a los habitantes de Gotham. También asesinó a unos policías corruptos que asesinaron a uno de sus niños que había salido a buscar comida (Gotham Central N.º 32). 
Cuando Gotham volvió a abrirse al público, las autoridades quisieron desahuciarla del parque y enviarla al Manicomio Arkham. También creyeron equivocadamente que los huérfanos en el cuidado de la Hiedra eran sus rehenes. El Departamento de Policía amenazó con rociar el parque con un herbicida poderoso que habría matado cada planta en el parque, incluyendo a Hiedra y probablemente a los niños también. Ella rechazó dejar el parque y permitirles destruir el Edén que ella había creado. Sólo cuando Rose, una de las niñas que vivían en el parque, tocó a Hiedra por accidente, envenenándose, ésta se rindió a las autoridades para salvar la vida de Rose.

### Silencio
Hiedra Venenosa es requerida por Silencio para colaborar con él en un plan para acabar con Batman. Manipula mentalmente a Catwoman para que robe el dinero de un rescate. Cuando Catwoman se da cuenta de que la han manipulado, va a buscarla pero Hiedra se ha mudado a Metrópolis. Batman y Catwoman van a Metrópolis y ven como Hiedra Venenosa controla la mente de Supermán, enfrentándolo a Batman. Es nuevamente derrotada y llevada a Gotham.
Finalmente ve que sus poderes podían matar a los niños que ella cuidaba o a otras personas y pide ayuda a Batman para intentar invertir sus poderes y convertirse un ser humano normal una vez más. Hiedra Venenosa deja de ser una planta y restaura su condición de humana. Poco después Silencio la convence de tomar otro suero para restaurar sus poderes y pareció morir en el proceso. Sin embargo, su tumba estaba cubierta de vides y hiedras, sugiriendo que su muerte sería efímera.

### Un Año Después
Hiedra está viva y activa. Su control de la flora ha aumentado, llegando a ser tan poderosa como el Hombre Florónico o la Cosa del Pantano en cuanto a controlar las plantas. Parece haber reasumido su cruzada contra los enemigos corporativos del medio ambiente con un nuevo fanatismo, viendo en Batman un obstáculo para alcanzar sus fines. Batman y Robin consiguen detenerla y encerrarla en Arkham.
En un acontecimiento sin precedentes, las almas de sus víctimas se combinan con una planta, creando un monstruo botánico llamado Cosecha, que busca asesinar a Hiedra. Se salva con la intervención de Batman. Hiedra queda en condición crítica, y Cosecha en paradero desconocido.

### Cuenta Atrás a Crisis Final
En Cuenta Atrás #37, el Flautista y Trickster se ocultan en las afueras de Gotham en un invernadero, escogiendo frutas y verduras de las plantas para comer. Entonces regresó a Gotham.

### Injusticia Ilimitada
Hiedra Venenosa forma parte del grupo de villanos que intentan derrotar a la Liga de la Justicia, pero sus planes salen mal y termina siendo capturada.

### Salvation Run
Hiedra es enviada a un planeta junto con muchos de los villanos más peligrosos, pero debido a los acontecimientos propiciados por Joker y Lex Luthor, consiguen volver a la tierra.

### Batalla por la Capucha
En " La Batalla Por la Capucha " ella es obligada por Máscara Negra a unirse a su grupo de bandidos para asolar Gotham aprovechando la ausencia de Batman. Ella y el Killer Croc intentan, sin éxito, asesinar a Damian Wayne.

### Gotham City Sirens
Poco después, ella escapa del control de Máscara Negra y forma una alianza con Catwoman y Harley Quinn.

### Solomon Grundy
Durante la semana que se le dio a Cyrus Gold para romper la maldición de Grundy, una pelea con Bizarro le llevó a la guarida de Hiedra. Tras volver a ser Cyrus es descubierto por Hiedra, quien intenta usarlo como bomba humana contra una corporación, pero la voluntad de Grundy lo libera de su control y la intoxica.

### Catwoman Blackest Night
Catwoman pide ayuda a Hiedra y Harley para enfrentar al Black Lantern Black Mask, quien tomo de rehén a su hermana.

## Apariencia física
Hiedra Venenosa es una bella mujer y utiliza su aspecto para obtener ventaja. Su tono de piel varía con frecuencia: se ha mencionado que su sangre contiene clorofila que por ser un pigmento, teóricamente le haría tener la piel verde. Sin embargo, la mayor parte de sus representaciones, en particular las más tempranas, la representan con el color del alabastro bronceado, blanco como la nieve o con la piel grisácea. En años recientes, los cómics han representado a Hiedra con la piel verde en algunas historias, aunque estos sean una excepción a la norma. Ofrecieron una explicación de esto en Catwoman N.º 57, donde una fórmula química cae sobre su piel y causa el cambio de pigmentación.
En su primer aspecto, su ropa consiste en un bañador de una sola pieza sin tirantes verde, formado por hojas. Las hojas también forman sus pulseras, collar y corona. Lleva altos tacones verdes y medias de nailon verdes con hojas pintadas sobre ellos. Estos detalles han cambiado un poco cuando reapareció. Su aspecto a principios de los 90 es el mismo de los años 60.
En la serie animada de los 90, aparece con un traje negro de una pieza y sin botas, sólo con las medias. En el cómic "Joker Mask" aparece con su clásico traje verde, pero ya sin las medias, totalmente descalza.
Durante Tierra de Nadie sufre un cambio significativo físico, ya que es representada desnuda (mínimamente tapada por alguna hoja). Los artistas como Jim Lee la dibujan en un bañador verde de una sola pieza. Sin embargo, la mayoría de las veces sigue siendo representada desnuda o vestida con hojas siguiendo un modelo de bañador o bikini.

### Batman
Aunque Hiedra Venenosa ha sido retratada históricamente como una supervillana, Batman y Hiedra Venenosa han trabajado juntos para lograr objetivos comunes y con frecuencia se los describe como teniendo una relación romántica. La atracción de Batman por Ivy está presente de alguna manera en varios medios en los que aparecen los personajes. Siempre ha habido una tensión sexual entre los dos, sobre todo en sus encuentros canónicos anteriores.
En su primera aparición, Hiedra Venenosa se establece como una atracción por Batman, e intenta convencer a Batman para que se una a su lado y crea pociones de amor que lo atrapan.
En la historia de 1997 Batman: Poison Ivy, Christopher DeJardin intenta matar a Ivy y Batman recibe la bala. Batman, que llevaba una armadura corporal, lo noquea. Ivy considera que él la salvó de la muerte como prueba de que la ama, aunque él responde que ella no conoce el significado de la palabra.
Su atracción se confirma en Widening Gyre.
Al principio, el enamoramiento de Ivy por Batman era unilateral; historias posteriores presentaron la atracción como más mutua, pero obstaculizada por la desgana por parte de Batman. Más tarde besa a Bruce durante un robo y lo envenena. Pero cuando posteriormente besa a un Batman moribundo, sin saberlo, cura a su víctima prevista y establece una tensión romántica en ciernes entre ellos. Durante el arco de "No Man's Land", Batman viene a rescatarla mientras Clayface la mantiene cautiva, con Ivy comentando que sabía que lo haría.

### Harley Quinn
Inicialmente, Harley se presenta como heterosexual, dado que está enamorada del Joker, y el motivo de su conversión a Harley Quinn es, precisamente, ese (como se pudo ver en el cómic "amor loco"). Sin embargo, en diversas producciones aparece que ha mantenido (o mantiene) una relación lésbica con Poison Ivy, culminando en boda, inclusive en otros universos y debido a la habilidades de Hiedra con el nacimiento de una hija. Esto convertiría a Ivy en un personaje bisexual, siendo uno de los primeros personajes de la cultura popular con esta orientación sexual. Por otro lado, Harley es el prototipo de mujer maltratada. Los desprecios hacia ella por parte del Joker son constantes, con continuos abusos físicos y psicológicos, que la chica tolera. En ocasiones, tras abandonar a su novio por dichos malos tratos, y mantener otras relaciones (con Poison Ivy, por ejemplo), la joven siempre ha acabado regresando con El Joker, para volver a soportar los desprecios y los malos tratos de este.

## Poderes y habilidades
- Chlorokinesis: El control mental de las plantas y los árboles para su propio beneficio.
- Fuerza realzada (mejorada)
- Inmunidad tóxica: Inmunidad a todas las toxinas, venenos, bacterias y virus.
- Toxikinesis: una sobredosis deliberada de plantas y toxinas de origen animal en su circulación sanguínea que hacen su toque terriblemente dañino. Puede crear las toxinas florales más poderosas, en un gran número de tipos diferentes. A menudo estas toxinas son segregadas de sus labios y administradas vía beso. Su piel también es tóxica, aunque su contacto no suele ser fatal. 
- Control de feromonas: Capacidad de seducir a hombres y mujeres igualmente, usando feromonas.
- Maestría en botánica y toxicología.  Se especializa en la creación de nuevas especies de plantas e híbridos de planta/animal. 
Las capacidades atléticas de Hiedra han crecido a lo largo de su carrera. Ha aprendido un estilo ilimitado de lucha de artes marciales, es excelente en montañismo y es una nadadora fuerte y rápida.

## Apariciones en otros medios

### Televisión

#### Acción en vivo
- Poison Ivy aparece en la serie de televisión de acción en vivo Gotham, interpretada por Clare Foley (inicialmente), Maggie Geha en la temporada 3–4, y luego por Peyton List en la segunda mitad de la temporada 4.[7][8] Esta versión se llama Ivy "Pamela" Pepper[9] y está representada como la hija joven de Mario Pepper, un delincuente de poca monta que se enmarca en el asesinato de Thomas y Martha Wayne. En el episodio piloto, el detective Harvey Bullock mata a su padre durante un tiroteo. Asustada por la pena, su madre se suicida y es adoptada por una pareja que le cambia el nombre a "Pamela". Después de huir de su familia adoptiva, se hace amiga de Selina Kyle y se convierte en una química experta, utilizando plantas y hierbas para crear sustancias químicas que alteran la mente. En la temporada 3, Ivy tiene un breve encuentro con el sujeto 514A y es atrapada por Nancy, la subordinada de Fish Mooney, cuando trata de advertir a Selina. Cuando Mooney libera al minion Marv en Ivy, ella trata de escapar. El breve toque de Marv en Ivy acelera su proceso de envejecimiento hasta que se transforma en una hermosa mujer de unos 20 años después de caer en una alcantarilla. Después de su transformación, usa su belleza, y un perfume feromonal, para seducir y robar a los hombres ricos.[10] Ivy finalmente se une con Oswald Cobblepot y ayuda a formar "un ejército de monstruos", que incluye a Mr. Freeze y Firefly Al final de la temporada, Pingüino tiene a Ivy y Freeze que ha congelado criogénicamente a Edward Nygma, donde luego ayuda a Pingüino a construir su nuevo club, el Iceberg Lounge. En la temporada 4, Ivy se cansa de no ser tomada en serio, irrumpe en una tienda de botica y roba y bebe algunos químicos místicos de la caja fuerte del propietario, mejorando sus habilidades al mismo tiempo que altera su apariencia. Más tarde emerge de un capullo con una apariencia completamente nueva y la capacidad de envenenar a las personas con solo un rasguño. Ivy perfeccionó un antídoto para esta condición que probó con Selina Kyle, quien acepta ayudarla con su próximo complot. Después de secuestrar a Lucius Fox después de su envenenamiento leve de Bruce Wayne, ella hace que Lucius la lleve a donde se encuentra el Proyecto M, donde se reveló que había agua del Pozo de Lazarus. Aunque logró usar un poco de influencia para alejarse de Gordon, dejó un antídoto para Bruce Wayne en el bolsillo del abrigo de Lucius. Ivy luego ejecuta un plan para vengarse de aquellos que la han ofendido, comenzando con Bullock, quien mató a su padre en el trabajo. Ivy llega al bar donde trabaja y envenena a sus empleados. Luego, utiliza su control mental sobre él y le ordena que llame a Gordon y luego a sí mismo, aunque Gordon logra sacarlo del hechizo. Después de esto, Ivy va a la fiesta de la Fundación Wayne con sus nuevos secuaces controlados por la mente y mantiene a todos como rehenes. Envenena a un hombre rico, antes de que Gordon la interrumpa y ella ordena a sus guardias que maten a todos. Ella vuelve a casa para encontrar a Selina. Luchan por el agua de Lázaro que Selina termina destruyendo. Cuando estaban a punto de matarse entre sí, deciden ir por caminos separados con la esperanza de no cruzarse nunca entre sí. Ivy huye y se supone que se ha escondido. En el episodio "Trespassers", Ivy se refugió en Robinson Park después de que Gotham City fuera declarada tierra de nadie. Después de que Bruce ayudó a lidiar con sus captores y reveló que las plantas se están alimentando de los humanos, Ivy le da a Bruce una planta que ayudaría a lidiar con la lesión de la columna vertebral de Selina. En el episodio "El juicio de Jim Gordon", Ivy planea evitar que Gotham se reúna con el continente arruinando el suministro de agua, cubrir la ciudad en sus plantas y vengarse por la muerte de su padre. Ella hipnotiza a Victor Zsasz para dispararle a Gordon, hiriéndolo gravemente. Ivy también hipnotiza a Bruce y Fox para que cierren las instalaciones de tratamiento del río, pero Selina los libera y ayuda a detener el cierre. Ivy va al precinto del GCPD para matar a Gordon mientras él se está recuperando. Leslie Thompkins le dispara en el abdomen e Ivy se escapa, fallando todos los aspectos de su plan.
- En el evento del crossover del Arrowverso, "Crisis en Tierras Infinitas" Hora dos, se puede ver una planta en una vitrina de "Trofeos" de Batman Tierra-99 recolectados de los villanos que ha matado. Se puede suponer que esta planta pertenece a Poison Ivy.
- En el episodio de Batwoman "Kane, Kate", una Kate Kane con el cerebro lavado robó los trofeos de Batman pertenecientes a sus enemigos de la Batcueva que incluye la vid de Poison Ivy. En el episodio final de la temporada 2 "Power", su vid fue arrojada al río Gotham junto con el paraguas de Pingüino y el sombrero del Sombrerero Loco y se vio llegar a la orilla antes de comenzar a crecer. Ivy aparecerá en la temporada 3 interpretada por Bridget Regan.[11]
  - En los episodios de la temporada 3 "¿Cómo crece tu jardín?", Mary Hamilton, habiendo sido "infectada" con la esencia de Poison Ivy de la vid dos episodios antes, se convierte en la segunda Poison Ivy. Más tarde abraza el manto un episodio más tarde en "Pick Your Poison".

#### Animación
- Hiedra Venenosa aparece en varias series ambientadas en el universo animado de DC, con la voz de Diane Pershing:
  - En Batman: The Animated Series, Hiedra Venenosa aparece por primera vez en "Pretty Poison", en la que realiza un intento de asesinato contra Harvey Dent como retribución por la construcción del último hábitat de una flor rara.[12] En los primeros días, sus características metahumanas (como su inmunidad a las toxinas) se manifestaron en muchas ocasiones, representándola como una humana con una afinidad extrema por las plantas. Menciona en "House and Garden", donde ostensiblemente reforma que su sistema hiperinmune la ha dejado incapaz de tener hijos. (Episodios 9 - Pretty Poison, 16 - Eternal Youth, 31 - Dreams in Darkness, 35 - "Almost Got 'Im", 47 - "Harley and Ivy", 66 - "House & Garden" y 69 - "Trial")[13]
  - En The New Batman Adventures, Hiedra Venenosa fue renovada estéticamente para parecer más parecida a una planta y su piel se volvió pálida de color blanco verdoso.[14] También se volvió más humorística y seductora en personalidad, coincidiendo con su relación genuinamente amistosa con Harley Quinn. Su mentalidad fanática con respecto al despojo de las plantas y la ecosfera también se redujo considerablemente. Ella supuestamente muere en un naufragio en el episodio "Química".[15]
  - Aunque Hiedra Venenosa no aparece en Batman Beyond, una actriz de teatro que la interpreta en la obra de teatro musical The Legend of Batman se ve en el episodio "Out of the Past". Aunque el personaje no apareció físicamente, cuando se le preguntó sobre el destino de Hiedra Venenosa, el creador del programa, Paul Dini, dijo que Ivy se mudó a América del Sur y se hizo cargo de la selva tropical, ahora que es parte del bosque.[16]
  - Hiedra Venenosa vuelve en Static Shock. En el episodio "Hard As Nails", ella y Harley Quinn abren un sitio web de "ayuda y cura" que atraería a las mujeres metahumanas a Gotham y afirma que es una clínica para curar a los metahumanos. Cuando Static persigue a una compañera de clase que se llama Nails to Gotham, Static terminó chocando con Batman y terminó siendo emboscada por Harley e Ivy. Cuando se trató de un atraco en un barco que llevaba oro, ella y Harley hicieron una doble cruz de Nails solo para que Static y Batman la salvaran. Durante el conflicto, los poderes de Static no podían funcionar en las plantas de Ivy, pero no eran inmunes a las garras de Nails. Ivy y Harley fueron derrotadas al final.
  - Hiedra Venenosa tuvo un papel coprotagonista en el webtoon Gotham Girls, en el que une fuerzas con Harley Quinn y Catwoman.
  - Hiedra Venenosa también se ve en la serie animada Justice League. En el episodio "Un mundo mejor", una versión de universo alternativo aparece solo una vez en forma lobotomizada. Es una prisionera en Arkham Asylum y también se le permite trabajar como jardinero de la prisión. El creador de Show, Bruce Timm, dijo que había rechazado los lanzamientos de los episodios de Poison Ivy en la Liga de la Justicia para que pudieran enfocarse en nuevos personajes e historias, solo con un número mínimo de villanos de programas anteriores.

- Hiedra Venenosa aparece en la serie animada de televisión The Batman, con la voz de Piera Coppola. Esta encarnación se completa con un nuevo origen y un peinado y vestido tipo rosa, así como lazos más fuertes con Barbara Gordon. Pamela Isley es una estudiante de secundaria y activista ambiental. A pesar de las protestas de Jim Gordon, ya que fue condenada a un centro de detención juvenil repetidamente por actos delincuentes durante sus protestas, es la mejor amiga de Barbara. Ella convence a Bárbara para que la ayude con las "protestas" que en realidad estaban explorando misiones en compañías contaminantes para su mercenario contratado, el saboteador corporativo Temblor (expresado por Jim Cummings). Ella usa un codificador de voz para reclutar a Temblor para llevar a cabo sus misiones de ecoterrorismo. Durante una de esas misiones, el mutágeno de la planta "clorógeno" cae sobre ella durante una batalla entre Temblor y Batman. Después se despierta en una ambulancia y manifiesta poderes similares a sus otras encarnaciones, sobre todo el control de la planta psiónica, y la capacidad de exhalar esporas que controlan la mente cuando lanza un beso a su objetivo deseado. Ella rápidamente cambia sus poderes para avanzar en su carrera ecoterrorista, y toma el nombre de 'Hiedra Venenosa' antes de ser detenida por Batman y Batgirl. En el estreno de la quinta temporada, se ve obligada a ayudar a Lex Luthor a tomar el control de Supermán usando sus esporas que controlan la mente y las ata con polvo de kryptonita.
- Hiedra Venenosa aparece en Batman: The Brave and the Bold, con la voz de Jennifer Hale (en "Chill of the Night!") y de Vanessa Marshall (en "The Mask of Matches Malone!"). Antes de sus apariciones en este espectáculo, ¡fue mencionada en "Rise of the Blue Beetle!" En una conversación entre Jaime Reyes y Paco. En " Chill of the Night! ", Hiedra Venenosa aparece entre otros villanos en una subasta por un arma supersónica en poder del vendedor de armas, Joe Chill. Cuando Chill le pide protección a los villanos contra Batman y admite un rol en la creación del Caballero Oscuro, Hiedra Venenosa y los demás intentan matar a Chill, pero Batman los detiene. Hiedra Venenosa aparece más tarde en el teaser de "The Mask of Matches Malone!". Ella y su ejército de secuaces de 'Niños de las Flores' secuestran a Batman y ella trata de seducir al Caballero Oscuro para que se convierta en su rey. Después de que Batman se niega, ella le ordena a sus guardias que lleven a Batman a un Venus Flytrap gigante. Antes de que la criatura pueda consumir Batman, Orquídea Negra.(disfrazada de mujer de confianza) acude en su rescate. Black Orchid libera a Batman y los dos trabajan juntos para derrotar a Hiedra Venenosa. También tiene un papel clave en la apertura de "Crisis: 22,300 millas sobre la tierra", en la que está presente en el asedio de Batman. Hiedra Venenosa luego hizo cameos en "Caballeros del mañana", "Joker: The Vile and the Villainous" y "Mitefall".
- Hiedra Venenosa aparece en la serie animada Young Justice, con la voz de Alyssa Milano. Esta versión es miembro de la Liga de la Injusticia.[17] En el episodio "Revelaciones", Hiedra Venenosa trabaja con sus compañeros para crear una enorme criatura vegetal que ataca a varias ciudades de todo el mundo, con la intención de obtener un fuerte rescate de las Naciones Unidas. Robin y Miss Martian destruyen exitosamente a la criatura, y los miembros de la Liga de Injusticia pronto son detenidos por la Liga de la Justicia.
- Hiedra Venenosa aparece en Super Best Friends Forever. Se la ve en el segundo corto animado "Time Waits for No Girl".
- Hiedra Venenosa es retratada como miembro de la Legión del Mal en Robot Chicken DC Comics Special 2: Villains in Paradise, en el que Clare Grant la expresó.
- Hiedra Venenosa aparece en la serie web DC Super Hero Girls, con la voz de Tara Strong. Ella es una estudiante de Super Hero High. Ella es una persona amable. En contraste con su contraparte de DC Comics, ella es una heroína y coopera con otros héroes como Wonder Woman o Batgirl.
- Hiedra Venenosa aparece en la serie animada Teen Titans Go!. Ella tiene un cameo en el episodio "The Titans Show" y regresa más tarde en "Mo 'Money Mo' Problems".
- Hiedra Venenosa aparece en Justice League Action,[18] con la voz de Natasha Leggero. En el episodio "Garden of Evil", toma a Swamp Thing en una cita a ciegas para controlarlo y ayudarlo a invadir Gotham City con sus monstruosas plantas que fueron afectadas por el suero que Harley Quinn les arroja. Mientras Batman trabajaba en un antídoto, Supermán y Firestorm trabajan para luchar contra Swamp Thing mientras Vixen lucha contra Harley Quinn. Durante la pelea en el lugar donde se casan Poison Ivy y Swamp Thing, Supermán y Firestorm pelean entre Poison Ivy y Swamp Thing hasta que Batman llega a dosificar a Poison Ivy con una sustancia química que niega sus habilidades. Después de que las monstruosas plantas vuelven a la normalidad, Batman se prepara para llevar a Poison Ivy de regreso a Arkham Asylum.
- Hiedra Venenosa aparece en Harley Quinn, ambientada en DC Universe, con la voz de Lake Bell.[19] Ella es retratada como la mejor amiga de Harley Quinn, ya que la apoya en su objetivo de salir de la sombra del Joker y convertirse en una supervillana independiente, a menudo actuando como una voz de razón para Harley (aunque esta nunca la escucha). Además, ella también tiene una planta come-hombres que habla llamada Frank (con la voz de J. B. Smoove). En el episodio "The Line", ella comienza a salir con Hombre Cometa. En el episodio "Devil's Snare", el Joker la asesina disparándole con un arpón. En el siguiente episodio y final de temporada, "The Final Joke", Ivy resucita a través del poder renovador de la naturaleza con la ayuda de las lágrimas de Harley.
- Hiedra Venenosa aparece en la serie animada 2019 DC Super Hero Girls, con la voz de Cristina Milizia. Ella es una niña solitaria que se preocupa profundamente por las plantas. Odia a las personas que dañan el medio ambiente al punto de matar a alguien. Ella encuentra a otras personas molestas, como Jessica Cruz, o simplemente no le importan. Tampoco le importa lo que otros piensen de ella.

### Cine

#### Acción en vivo
- Uma Thurman interpretó a Hiedra Venenosa en la película de 1997, Batman y Robin. La Dra. Pamela Isley es botánica y trabaja para el proyecto de preservación arbórea de Wayne Enterprises en América del Sur. Ella está experimentando con Veneno para crear cruces de animales y plantas capaces de contraatacar y proteger las plantas del mundo de "los estragos irreflexivos del hombre". Sin embargo, su colega principal, el Dr. Jason Woodrue, roba algunas de sus muestras de Veneno para transformar a un prisionero en Bane. Isley está indignada de que su investigación se haya corrompido, y cuando rechaza los avances de Woodrue, él trata de asesinarla enviándola a los estantes llenos de cubiletes que contienen venenos y otras toxinas y sustancias químicas de plantas animales. Ella se transforma en un híbrido venenoso de humano y planta. Reemplazando su sangre con aloe, su piel con clorofila y llenó sus labios con veneno, haciéndola un beso venenoso. Ella mata a Woodrue al besarlo con sus labios venenosos y jura establecer la supremacía botánica sobre el mundo. Se alía con Bane y el Sr. Frío, y planea congelar la Tierra con un gigantesco cañón de congelación, que destruirá a la raza humana y permitirá que las plantas mutantes de Poison Ivy "invadan el planeta". Ella asegura la cooperación de Frío tirando el enchufe en su congelador criogénicamente donde está su esposa Nora Fries, y convenciéndole de que Batman lo había hecho. Ivy luego atrae a un Robin enamorado a su escondite en el jardín y trata de matarlo con un beso venenoso; Sin embargo, el intento fracasa, ya que Robin se había cubierto los labios con goma. Una furiosa Ivy arroja a Robin a su estanque de lirios y enreda a Batman en sus enredaderas, pero son capaces de liberarse cuando Batgirl llega inesperadamente y atrapa a la villana en su propio trono floral. Después de que Batman, Robin y Batgirl frustren el plan de los villanos, Ivy es encarcelada en Arkham Asylum con un vengativo Frío como su compañero de celda.[20]
- Hiedra Venenosa aparecerá en la próxima película Gotham City Sirens.[21]

#### Animación
- Hiedra Venenosa es uno de los muchos villanos expulsados de Arkham por el Joker y Lex Luthor en Lego Batman: The Movie - DC Super Heroes Unite. Ella, junto con el resto de la galería de los pícaros, lucha con Batman y Robin, pero es recapturada antes de escapar de los terrenos.
- La versión de la franquicia de Batman: Arkham de Poison Ivy hace una aparición en Batman: Assault on Arkham. Cuando el Joker libera a todos los reclusos en el Asilo, Ivy va al invernadero. Dos guardias están allí y ella se acerca a ellos y usa sus enredaderas. Más tarde, ella besa a los guardias y los reclusos con su lápiz de labios de control mental, para que posean a otros internos que cumplan sus órdenes y escapen de Arkham.
- Hiedra Venenosa aparece en Lego DC Comics Super Heroes: Justice League: Gotham City Breakout con Vanessa Marshall retomando su papel de Batman: The Brave and the Bold. Ella es uno de los villanos que se rompió involuntariamente de Arkham por Supermán. Ella usa sus feromonas para paralizar a Supermán, Wonder Woman y Cyborg. Ella es vista por última vez hacia el final de la película, robando una floristería hasta que Wonder Woman la envía de regreso a Arkham.
- Hiedra Venenosa aparece en The Lego Batman Movie, con la voz de Riki Lindhome.[22] Ella es miembro de The Rogues, un equipo de supervillanos primarios de Gotham formado por el Joker. Durante la batalla en las instalaciones de Gotham Energy, ella trata de besar a Batman, solo para que Batman la bloquee con varios de pingüinos del Pingüino, a quienes sigue besando y envenenando. Ella es enviada a Arkham Asylum con el resto de los pícaros después de que Joker obliga a todos a entregarse. Más tarde, se rompe para ayudar a Batman a derrotar al Joker, Harley Quinn y el ejército de villanos de Uber. Se las arreglan para tener éxito y, en la celebración, ella besa a un hombre, que accidentalmente lo envenena. Ella y los Pícaros se reconcilian con Joker y se van, mientras que Batman les da una ventaja de treinta minutos.
- Hiedra Venenosa aparece en Batman y Harley Quinn, con la voz de Paget Brewster.[23] Ella se une a Floronic Man para desencadenar un virus que convertirá a todos en la tierra en híbridos de plantas humanas como Swamp Thing. Batman recluta a Harley Quinn, la mejor amiga de Ivy, para ayudarla a rastrearla y evitar que cometa un error peligroso que puede costarle a toda la vida en la Tierra, incluso a las plantas.
- La versión valiente y audaz de Poison Ivy aparece en Scooby-Doo! & Batman: The Brave and the Bold, con la voz de Tara Strong.
- Una versión victoriana de Hiedra Venenosa aparece en la adaptación animada de Gotham by Gaslight, con la voz de Kari Wuhrer. En esta versión, Ivy es una bailarina exótica y adicta al opio que fue atendida por la hermana Leslie. Ella es asesinada por Jack el Destripador después de intentar seducirlo en un callejón.
- Hiedra Venenosa aparece en la película Lego DC Comics Super Heroes: The Flash, con la voz de Vanessa Marshall. Ella tiene sus plantas van en un alboroto de comer a los civiles para volver a ellas para comer ensalada cuando Firestorm parece que deja de ella y vuelve sus plantas en helado. Desafortunadamente, ella se defiende y lo golpea en el helado. Luego aparece Reverse-Flash, la enjaula y convierte sus plantas en una carroza de desfile, convirtiéndola en la primera de los muchos villanos que captura para conquistar los corazones de los ciudadanos.
- Una versión feudal de Japón de Hiedra Venenosa aparece en la película de anime Batman Ninja,[24] interpretada por Atsuko Tanaka y Tara Strong en japonés e inglés, respectivamente.[25][26]
- Hiedra Venenosa aparece en Justice League vs. The Fatal Five. Está encerrada en Arkham Asylum y escapa brevemente, junto con Harley. Los dos luchan contra Batman y los guardias hasta que son sometidos. Ambos fueron expresados por una Tara Strong sin acreditar.
- Hiedra Venenosa aparece en Batman vs. Teenage Mutant Ninja Turtles con Tara Strong repitiendo el papel. A diferencia de los cómics en los que ella se transforma en una mantis religiosa humanoide, en cambio se convierte en un monstruo de plantas mutantes. Sin embargo, no puede luchar contra Robin, Rafael y Miguel Ángel porque está enraizada en el suelo y no puede alcanzarlos.
- Hiedra Venenosa aparecerá en Batman: Hush, con la voz de Peyton List, repitiendo su papel de Gotham.
- Hiedra Venenosa aparece en la serie El Pingüino, capítulo 4, como la hija de una antigua amiga de Sofía Falcone. Esta última mata a todos los que estaban en la casa menos a ella, quien queda durmiendo en el invernadero.

### Videojuegos
Hiedra Venenosa ha aparecido en la mayoría de los videojuegos de Batman a lo largo de los años. En la mayoría de estos juegos, ella no lucha contra Batman directamente y, por lo general, mira de fondo mientras Batman lucha contra uno de sus monstruos vegetales. Ella apareció como jefa en:
- Batman: The Animated Series para Game Boy
- The Adventures of Batman & Robin para Super NES.
- The Adventures of Batman & Robin para Sega CD.
- Batman: Chaos in Gotham
- Batman and Robin, videojuego basado en la película
- Batman Vengeance
- Batman: Dark Tomorrow[27][28] Ella aparece como una jefa en el nivel de Arkham Asylum, si Batman queda atrapado en las enredaderas de su monstruo vegetal, ella lo matará con su beso envenenado.
- Hiedra Venenosa tiene dos apariciones en Batman: Rise of Sin Tzu, primero como una alucinación inducida por el Espantapájaros, y más tarde como un recluso encarcelado en Arkham Asylum.
- En Batman: Gotham City Racer, el vehículo deHiedra Venenosa era jugable.

Ella es capaz de saltar más alto que cualquier otro personaje (una habilidad que se otorga a todas las villanas), aumentar la tasa de crecimiento de plantas particulares, lanzar besos de veneno de largo alcance y dar besos de veneno a los enemigos que, a su vez, caen. aparte.
- Hiedra Venenosa aparece en DC Universe Online, con la voz de Cyndi Williams. Bocetos de ella se pueden ver en el sitio web oficial.
- Hiedra Venenosa es un personaje jugable en Infinite Crisis, un juego multijugador en el campo de batalla, donde Tasia Valenza retoma su papel de la serie Batman: Arkham.

#### Lego DCseries
- Hiedra Venenosa es un personaje jugable en Lego Batman: The Videogame con sus efectos de sonido realizados por Vanessa Marshall.[29] Sus habilidades son doble salto, inmunidad a toxinas, beso venenoso (que solo funciona con enemigos justo delante de ella), haciendo que los guardias abran puertas de amor (no control mental), y ella es el único personaje que puede hacer crecer las plantas. Ella trabaja para el Riddler, y es la cuarta jefa del capítulo 1 "La venganza de Riddler". Ella aparece en la historia del héroe justo después de que Two-Face es derrotado donde ayuda a escapar de Riddler de Batman y Robin al dejar caer una semilla justo frente a él y hacer que una enredadera gigante crezca bajo sus pies, elevándolo a un tejado donde Poison Ivy se levanta. En el lado de la historia de Riddler, el Riddler le asigna obtener algunas semillas de vid mutadas de los Jardines Botánicos. Los dos intentan escabullirse del Comisionado Gordon. Sin embargo, el Riddler aprende de la manera más dura que pisar las flores la provoca, y la hace gritarle, atrayendo la atención del Comisionado Gordon. Después de obtener las semillas, ella se queda con las plantas y juega con ellas, incluso abrazando un árbol y tumbándose, cayendo, flores rojas que se forman en un corazón, pero no antes de darle las semillas al Riddler. De vuelta en el lado de la historia de Batman, el dúo dinámico la encuentra, y ella cae 3 semillas en el suelo; uno de ellos se convierte en una pequeña planta que ladra como un cachorrito, pero cuando Robin lo apunta, se convierte en una planta gigante con Poison Ivy dentro de ella, iniciando la lucha del jefe. Las otras semillas también se convierten en plantas monstruosas, y escupen semillas que se convierten en matones de Poison Ivy, y cualquier héroe tiene que atacarlas hasta que se conviertan en piezas de lego que necesitan usar para construir bombas para hacer explotar una de las plantas (pero las explosiones también pueden herir a los héroes) y Poison Ivy se mueve a otro. Después de que la segunda planta explote, Poison Ivy no se mueve hacia la tercera, pero no puede dañarse hasta que esa explote. Después de que todos sus matones se han ido, ella puede ser derrotada simplemente atacándola. Después de que es derrotada, parece estar herida, y Robin siente compasión por ella e intenta controlarla. Desafortunadamente, resulta ser un truco, y ella tiene un gas de amor que lo hace enamorarse de ella. Batman le lanza un Batarang y trata de hacer que Robin salga del gas del amor (que él hace solo cuando persiguen a Nygma). En la escena final, se ve a Poison Ivy en su celda en Arkham Asylum cuidando plantas. Ella es la única jefa femenina que no aparece como un miniboss.
- Hiedra Venenosa aparece en Lego Batman 2: DC Super Heroes, con la voz de Laura Bailey. En el tercer nivel, "Arkham Asylum Antics" ella maneja alrededor de Mole Machine de Bane junto con el Pingüino y el mismo Bane. Ella aparece como un jefe opcional. Una vez más, se la pelea en el Jardín Botánico. Antes de la pelea, ella gira una enredadera y dice: "Es hora de ponerse verde".
- Hiedra Venenosa aparece como un personaje jugable en Lego Batman 3: Beyond Gotham, con la voz de Tara Strong. Ella aparece en misiones secundarias junto a Swamp Thing. Un trofeo en la versión de PlayStation 3, "Queens of Crime", requiere que el jugador configure ambos personajes de juego libre como ella y Harley Quinn. Este es también el primer y actualmente único juego de Lego Batman que no la presenta como su jefe.
- Hiedra Venenosa aparece en Lego Dimensions. Ella aparece en el paquete de aventura The Lego Batman Movie como el segundo jefe.
- Hiedra Venenosa aparece como un personaje principal y un jefe en Lego DC Super-Villains, con Tasia Valenza retomando su papel de la serie Batman: Arkham.[30]

#### Batman: Arkham
Hiedra Venenosa aparece en la serie de Batman: Arkham expresada principalmente por Tasia Valenza.
- Hiedra Venenosa hace su primera aparición en Batman: Arkham Asylum. La apariencia de esta iteración se ha convertido en una diosa desnuda, vestida solo con una camisa de color naranja y bragas de follaje, y su apariencia es más parecida a una planta con piel verde, con crecimientos en forma de vid y hojas en su cuerpo. Ella actúa como el penúltimo jefe. Aparece por primera vez en la Penitenciaría, rogando ser liberada de su celular para poder ayudar a sus "bebés"; al parecer, puede sentir el dolor que el doctor Young infligió a las plantas de la isla mientras creaba un híbrido de planta Venom para crear el medicamento Titán. Más tarde es liberada por Harley Quinn, después de lo cual se dirige directamente a los Jardines Botánicos. Batman más tarde la sigue. Después de algo convincente (a modo de aplastar una de sus enredaderas cuando intenta atacar), le dice a Batman que los moldes que crecen en la guarida de Killer Croc se pueden usar para crear un antídoto Titán. Después de que Batman se va, el Joker llega y le da a Hiedra Venenosa una dosis doble de Titán, lo que hace que sus plantas broten al azar y crezcan en proporciones masivas, causando estragos en toda la isla y destruyendo la Batcave improvisado en los sistemas de alcantarillado. Cuando Batman regresa para detenerla, Hiedra Venenosa ataca con proyectiles de esporas, guardias hipnotizados y un enorme monstruo de plantas mutadas. Batman finalmente la derrota, y luego se la puede ver siendo devuelta a su celda.
- Hiedra Venenosa hace su próxima aparición en Batman: Arkham City. Su diseño sigue siendo el mismo a excepción de una camisa de color carmesí. Ella se ha establecido en un hotel abandonado en los distritos de Arkham City, aislándose de la humanidad y confiando en matones seducidos con toxinas vegetales para su protección. Al final de la historia del juego, Hiedra Venenosa forja una alianza inestable con Catwoman a cambio de un favor inusual después de una breve pelea. Ella promete el apoyo de plantas mutadas si Catwoman irrumpe en la bóveda de Hugo Strange, TYGER, fuertemente custodiada, recupera una flor rara que le fue arrebatada al encarcelarla. Sin embargo, después de que el jugador haya completado con éxito esta etapa, Catwoman renunció rencoramente a su acuerdo al destruir la planta en lugar de intentar escapar con ella. Hiedra Venenosa es engañada para culpar a Strange por esta calamidad y, posteriormente, jura vengarse de Gotham City. Su taller de planta que poseía en su vida anterior también se puede ubicar en Arkham City, cumpliendo un propósito real durante una de las misiones de juego de Catwoman. Hiedra Venenosa también aparece en Batman: Arkham City Lockdown, con la voz de Amy Carle.
- Pamela Isley es mencionada en Batman: Arkham Origins. Se da a entender cuando el jugador localiza una tienda de planta que es de su propiedad. Se supone que aún no se ha sometido a la transformación de su hiedra venenosa durante el período de tiempo de este juego. El DLC "Cold Cold Heart" también aludió a ella a través de su identificación en el área de registro de GothCorp.
- Hiedra Venenosa aparece a continuación en Batman: Arkham Knight. Su diseño ha sido alterado: su cabello largo ha sido cortado y atado sobre su cabeza, su pigmentación ahora es un tinte claro del color, dándole un aspecto más humano. Originalmente, como se vio en la misión de la historia de Harley Quinn, fue encarcelada por primera vez en la estación de policía de Blüdhaven, pero fue rescatada cuando Harley se enfrentó a todo el departamento de policía, así como a Nightwing. Hiedra Venenosa asistió al Espantapájaros que se reunió con los otros villanos, pero se negó a participar. Como resultado, Espantapájaros la dejó fuera de combate y la colocó en una cámara de gas para que le pusieran la nueva Toxina del Miedo. Sin embargo, Batman golpea a los guardias y Hiedra Venenosa se muestra inmune a la toxina, lo que le permite a Batman llevarla a la celda de aislamiento en el GCPD. Batman se ve obligado a trabajar junto con ella para detener la toxina del miedo en toda la ciudad del Espantapájaros ayudándola a despertar dos árboles antiguos que desde hacía mucho tiempo se habían quedado dormidos. Ella ayuda a salvar la ciudad, pero sacrifica su vida en el proceso. Ella muere y se desintegra en los brazos de Batman después de su último acto de redención, declarando "La Naturaleza ... siempre ... gana". Más adelante en el juego, se puede encontrar una flor roja en el lugar de su muerte.

#### Injusticeseries
- Hiedra Venenosa es aludida en Injustice: Gods Among Us. Una de sus plantas venenosas es un objeto interactable en la etapa de Asilo Arkham. Hiedra Venenosa es vista como una tarjeta de soporte no jugable en la versión para iOS del juego que se muestra con su aspecto New 52, y se menciona en diferentes misiones de S.T.A.R. Labs.
- Hiedra Venenosa aparece como un personaje jugable en Injustice 2, una vez más expresada por Tasia Valenza. En el modo historia del juego, ella se alía con la Sociedad para apoderarse del planeta, decepcionada de que la reforma de Batman desde el Régimen no fuera ecológica. Ella lucha contra sus compañeras Sirenas de Gotham City, Harley Quinn y Catwoman (o Cyborg, dependiendo de quién elija el jugador). En su final de jugador único, Hiedra Venenosa hace que Brainiac recolecte todas las ciudades de la Tierra, luego besa a Brainiac, matando al Coluan con su veneno. Luego usa la vida vegetal de la Tierra para gobernar el planeta.

### Misceláneo
- Hiedra Venenosa aparece en "The Flower Girl", una historia en Batman Adventures vol. 2, # 16. En la historia, Hiedra Venenosa se está muriendo por los efectos de sus propias toxinas, y se dirige hacia la doctora Holland, que practica la ciencia en una remota casa rural. Ella le suplica a Holanda que le salve la vida, pero él le explica que no hay nada que pueda hacer. Poco después, ella muere en sus brazos, y se derrumba en una pila de plantas muertas. Momentos más tarde, aparece otra Pamela Isley, cuyo diseño de personaje coincide con su aparición en Batman: The Animated Series. Afirma que la hiedra que murió es una criatura vegetal que ella había creado como una distracción para Batman, para comenzar una nueva vida.
- El personaje también coprotagonizó la miniserie de cómics Harley and Ivy, de tres números, y recibió su canción de cisne en la serie de cómics The Batman Adventures, que contiene historias sobre las aventuras de Batman en Gotham City después de un descanso de la Liga de la Justicia.
- Hiedra Venenosa es interpretada por Jaime Lyn Beatty en la web musical de StarKid Productions, Holy Musical B @ man!.